# (74053) 1998 JV3
(74053) 1998 JV3 – planetoida z pasa głównego asteroid okrążająca Słońce w ciągu 3,74 lat w średniej odległości 2,41 j.a. Odkryta 6 maja 1998 roku.